# Burke (Dakota du Sud)
Pour les articles homonymes, voir Burke.
La ville de Burke est le siège du comté de Gregory, situé dans le Dakota du Sud, aux États-Unis. Sa population s’élevait à 604 habitants lors du recensement de 2010. La municipalité s'étend sur 0,56 mille carré (1,45 km2).
Fondée en 1904, la ville est nommée en l'honneur de l'homme politique Charles H. Burke (en).

## Démographie
| 1910 | 1920 | 1930 | 1940 | 1950 | 1960 |
| ---- | ---- | ---- | ---- | ---- | ---- |
| 311  | 628  | 605  | 602  | 829  | 811  |

| 1970 | 1980 | 1990 | 2000 | 2010 | - |
| ---- | ---- | ---- | ---- | ---- | - |
| 892  | 859  | 756  | 676  | 604  | - |